# RMS Sylvania

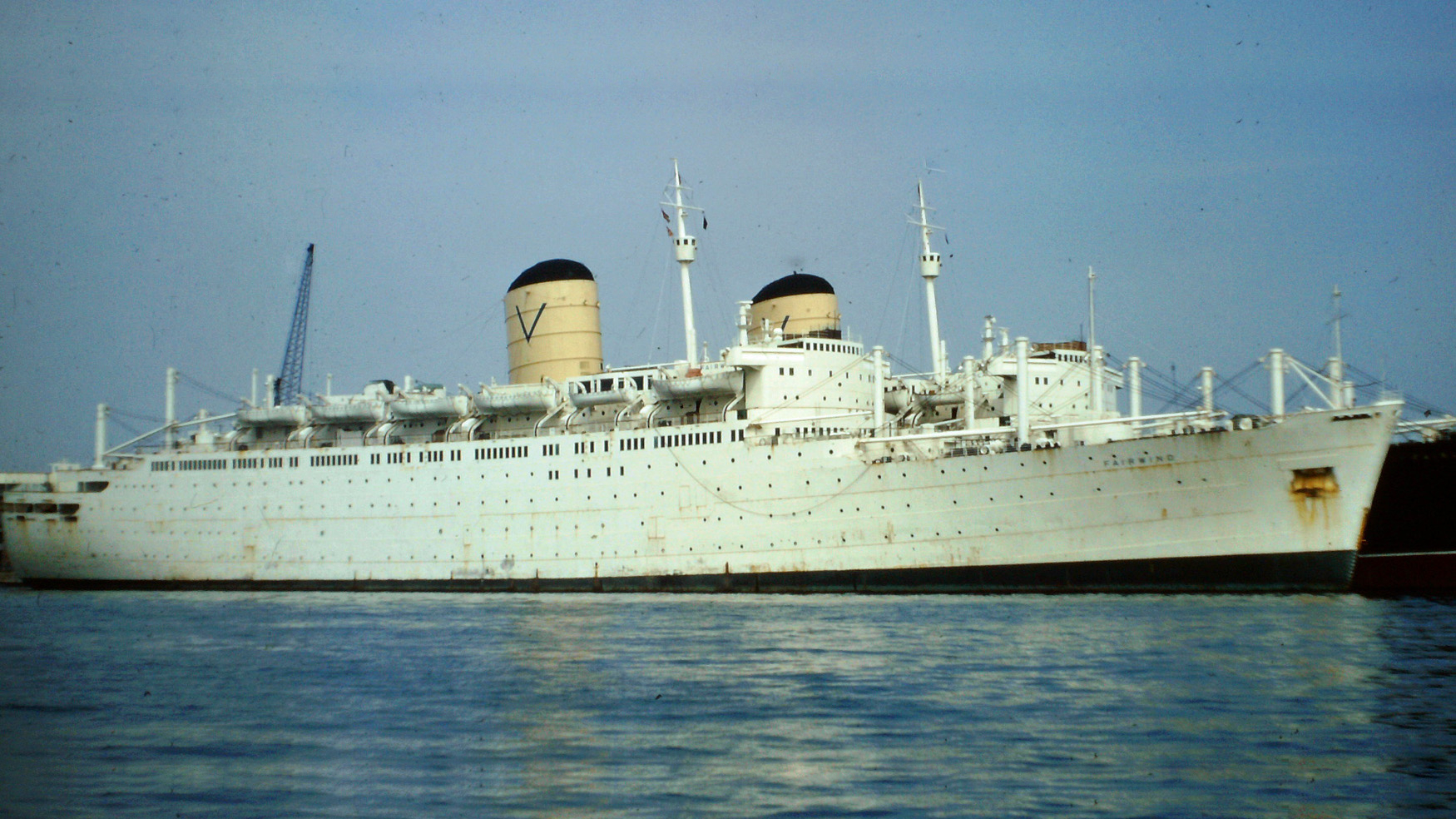
El Fairwind y el Fairsea en el puerto de Southampton en agosto de 1969.

El RMS Sylvania fue un transatlántico construido en 1957 por los astilleros John Brown & Company de Clydebank (Glasgow, Escocia) para la compañía naviera británica Cunard Line. Fue el último barco de la flota de Cunard construido específicamente para realizar travesías transatlánticas.
El RMS Sylvania fue más tarde fuertemente reconstruido como barco de crucero, y navegó bajo los nombres SS Fairwind, SS Sitmar Fairwind, SS Dawn Princess y SS Albatros antes de ser desguazado en 2004. Fue rebautizado SS Genoa para su último viaje.